# Charlie Is My Darling
Charlie Is My Darling is de eerste film over de Engelse band The Rolling Stones, geregisseerd door Peter Lorrimer Whitehead. De documentaire is opgenomen in twee dagen in 1965 tijdens een bezoek van de band aan Ierland. De titel verwijst naar Stonesdrummer Charlie Watts en is tevens een bekend Schots-Iers volksliedje. "Charlie Is My Darling" geldt als een van de eerste zogenaamde rockumentaries en geeft een bijzondere blik op het leven van de bandleden in de begindagen van de groep.
Een geremasterde heruitgave van de soundtrack van de film won in 2014 een Grammy Award voor de beste historische heruitgave van het jaar.